# Obrovanj
Obrovanj je nenaseljeni otočić u hrvatskom dijelu Jadranskog mora.
Njegova površina iznosi 0,04 km². Dužina obalne crte iznosi 0,75 km.